# Lacovia
Lacovia är en ort i Jamaica.   Den ligger i parishen Parish of Saint Elizabeth, i den västra delen av landet, 100 km väster om huvudstaden Kingston. Lacovia ligger 110 meter över havet och antalet invånare är 3 187. Den ligger på ön Jamaica.
Terrängen runt Lacovia är kuperad åt nordost, men åt sydväst är den platt. Runt Lacovia är det ganska tätbefolkat, med 129 invånare per kvadratkilometer. Närmaste större samhälle är Santa Cruz, 5,9 km öster om Lacovia. Omgivningarna runt Lacovia är en mosaik av jordbruksmark och naturlig växtlighet.